# .am
.am е интернет домейн от първо ниво за Армения. Администрира се от AMNIC. Представен е през 1994 г.